# Miguel de Elizalde
Miguel de Elizalde (Echalar, 17 de mayo de 1617-San Sebastián, 18 de noviembre de 1678) fue un filósofo, jesuita y teólogo español.

## Biografía
Miguel de Elizalde nació en Echalar, pueblo de Navarra, el 17 de mayo de 1617. Entró en la Compañía de Jesús el 1 de mayo de 1636 y recorrido el curso de todos los estudios, con fama de aventajado ingenio, hizo la profesión solemne el 1 de mayo de 1653. Enseñó gramática un año, como era costumbre corriente en aquellos tiempos, después desempenó dos años una cátedra de filosofía y finalmente enseñó teología por diez años, primero en los colegios de Valladolid y Salamanca, y después en Roma y en el Colegio del Nombre de Jesús en Nápoles. Fue rector del Colegio de San Francisco Javier, en esta última ciudad, y por algún tiempo prefecto de estudios en el Colegio Máximo de Nápoles. Elizalde vivió en Italia entre los años de 1660 y 1667.
Vuelto a España fue siempre respetado como teólogo doctísimo y designado algún tiempo como individuo de la Junta que debía promover la declaración del dogma de la Inmaculada Concepción, negocio que la piedad española urgía entonces con extraordinario entusiasmo. Fue prefecto de estudios en el Colegio de San Antonio de Valladolid. Falleció en el Colegio de San Sebastián el 18 de noviembre de 1678.
Como moralista Elizalde defendió el probabiliorismo, atacando en su obra De recta doctrina morum, que publicó bajo el seudónimo de Antonio Celladei, las doctrinas probabilistas seguidas por gran número de sus hermanos de Orden. En cuanto a la física, muestra su disconformidad con las doctrinas aristotélicas.

## Obras
- Forma verae religionis quaerendae et inveniendae, Nápoles, Giacinto Passaro, 1662.
- De recta doctrina morum quatuor libris distincta, Lyon, Pierre Chevallier, 1670.